# Hynek Červenohorský z Dubé
Hynek Červenohorský z Dubé byl východočeský šlechtic z rodu Adršpachů z Dubé, který byl za husitských válek stoupencem Zikmunda a angažoval se i vojensky na katolické straně.

## Život
Pocházel z rodu Adršpachů z Dubé. Jeho jméno je odvozeno od hradu Červená hora, který získal v roce 1406. Hrad Adršpach, na němž se usadil jeho otec Hynek z Dubé a Náchoda, zůstal nejspíš v držení jeho staršího bratra zvaného Hynek Lýšek. Oba bratři zůstali za husitských válek věrnými katolíky.
V roce 1420 dostal Hynek od Zikmunda do správy věnné město Jaroměř. Spolu s Alšem Holickým ze Šternberka a Janem Městeckým z Opočna se podílel na osazení Opatovického kláštera silnou posádkou, která později odolala útoku husitů z Hradce. S městskou hotovostí koncem roku 1420 údajně napadl městečko Krčín, jehož obyvatelé vyznávali víru podobojí. Nechal povraždit věřící, kteří se uchýlili do kostela, a městečko bylo vypáleno. Traduje se o něm, že tam znesvětil husitské svátosti – svého koně napojil z kalicha. Zpráva však pochází až z druhé poloviny 16. století a může být tendenční. Krčínskou aféru zmiňuje i dílo Historie o těžkých protivenstvích církve české:
| „ | Hynek Červenohorský, hejtman jaroměřský, vpadna do kostela ve vsi Krčíně, když svátostmi slouženo bylo, některé pomordoval, některé zjímal. A což zlořečené paměti hodné jest, vzav s oltáře vína plný kalich, koni svému podával a vypiti dal, mluvě, že kůň jeho též jest pod obojí. | “ |

Vojska pražanů zaútočila na Jaroměř na jaře roku 1421 a město muselo kapitulovat. Hynek jako hejtman byl zajat a několik měsíců vězněn ve staroměstském radničním vězení. Potom byl vyměněn za jednoho z husitských šlechticů zajatých při diplomatické misi do Polska. Útoku na Jaroměř se zúčastnil i bývalý Hynkův spojenec Jan Městecký, který se po dobytí Chrudimi dočasně přidal ke straně podobojí. Poměrně brzy se však zase odpřisáhl kalicha a oba byli znovu v jednom táboře. Proti skupině východočeských katolických šlechticů, k nimž vedle těchto dvou patřil Půta z Častolovic, v roce 1423 vytáhl Žižka se svými oddíly Menšího Tábora. Ve střetnutí u České Skalice panské vojsko utrpělo porážku.
Koncem května 1927 oblehly husitské oddíly z Hradce, Jaroměře a Náchoda Hynkovo sídlo Červenou horu. Hrad odolával až do té doby, než se k obléhatelům přidala sirotčí polní vojska vracející se z Lužice. Pak Hynek kapituloval. Posádce byl dovolen svobodný odchod, hrad však byl vypálen a rozbořen. Brzy poté přišel o svůj Adršpach i Hynkův bratr. V dalších letech zůstal Hynek Červenohorský věrný Zikmundovi, ale zdržel se všech vojenských aktivit. Naposledy je připomínán v roce 1452 jako účastník sněmu, na němž byl Jiří z Poděbrad zvolen zemským správcem (pokud ovšem nejde o jeho stejnojmenného syna).

## Rodina
Manželkou Hynka Červenohorského byla Kateřina z Častolovic, sestra Půty III. z Častolovic. Pravděpodobně měli dva syny, z nichž jeden se jmenoval rovněž Hynek, a dceru.